# John Williams (équitation)
Pour les articles homonymes, voir John Williams et Williams.
John Williams, né le 4 avril 1965 à Middleburg (Virginie), est un cavalier de concours complet américain.
Il dispute les Jeux olympiques d'été de 2004, remportant une médaille de bronze en concours complet par équipe.